# Magyaróvár

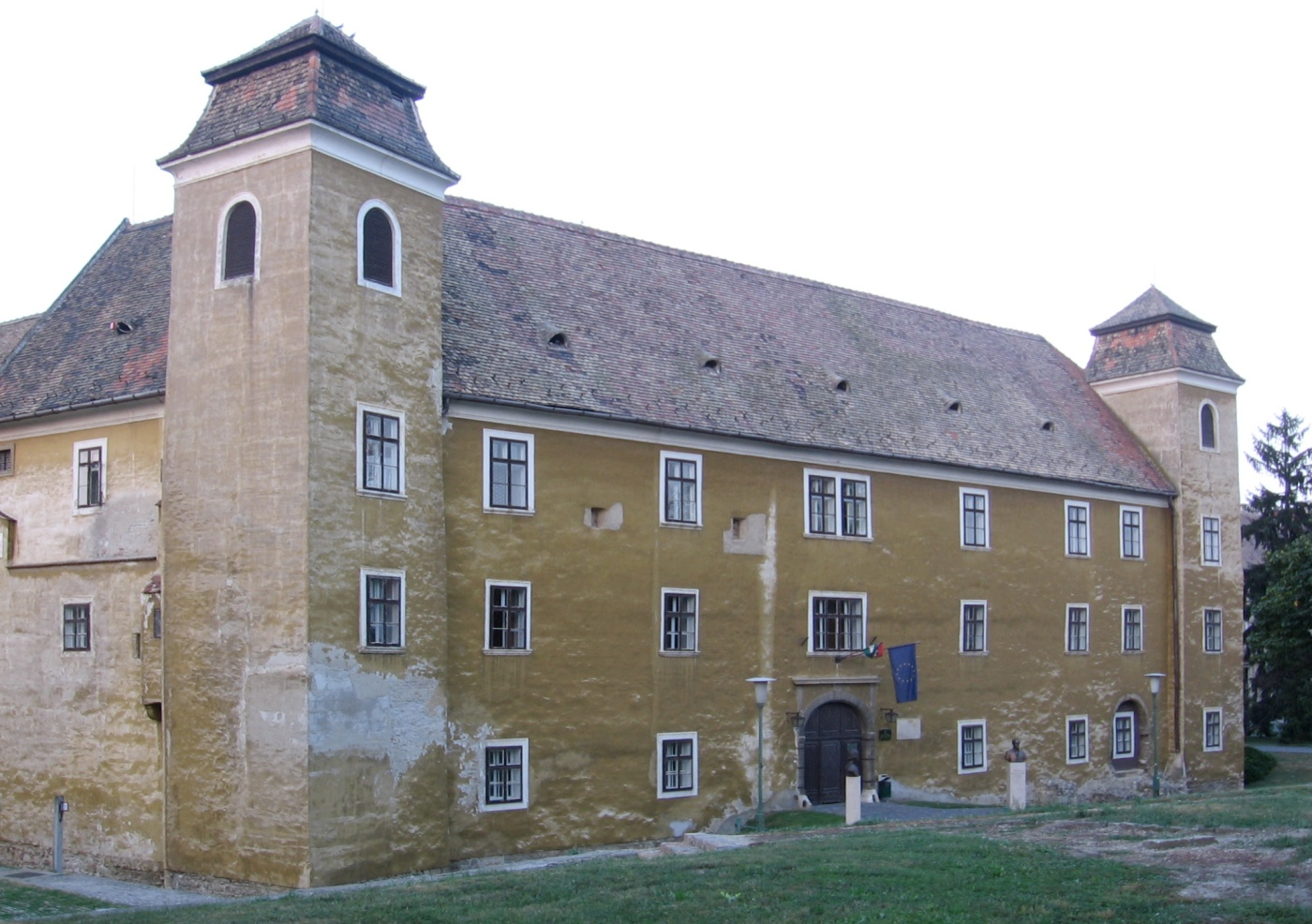
Magyaróvár vára napjainkban. Ebben az épületben működött a Magyaróvári Királyi Gazdasági Akadémia.

Magyaróvár (németül: Ungarisch-Altenburg) Mosonmagyaróvár északi városrésze, a mai várost alkotó egykori települések egyike.

## Fekvése
Magyaróvár egykori település volt Magyarország nyugati határvidékén, ahol a Lajta a Mosoni-Dunába ömlik. Fekvéséből adódóan síkvidéken feküdt és fekszik ma is.
Bár a mai Magyaróvár városrészt délen érinti az 1-es főút és a 86-os főút is, igazi főutcája a Rajka felé vezető 15-ös főút. A Szigetköz déli felének településeivel (és azokon keresztül Győrrel) az 1401-es, az északabbra fekvőkkel az 1408-as út köti össze.

## Története
A település a római korban Ad Flexum néven katonai erőd volt. Bélyeges téglák tanúsága szerint, illetve a várkapufolyosóba másodlagosan befalazott antik feliratos kövek szerint a XIV. római légió állomásozott itt.
Először magyarul egy 1263-as Ouwar, míg németül egy 1271-es írásos emlék Altenburh néven említi.
Magyaróvár a trianoni békeszerződés előtt Moson vármegye törvényhatóságának, a Magyaróvári járás szolgabírói hivatalának és járásbíróságának, telekkönyvi hivatalnak, királyi közjegyzőségnek, államépítészeti hivatalnak, adófelügyelőségnek és királyi tanfelügyelőségnek volt a székhelye.
Magyaróvár régi várában működött a Magyaróvári Királyi Gazdasági Akadémia. 1888-tól ezen az akadémián tanult Székács Elemér növénynemesítő is. Az oktatást segítette a település főgimnáziuma is. Működött kórház is (Karolina-kórház), takarékpénztár, óvoda, sőt, az Osztrák–Magyar Bank is fenntartott egy fiókot itt.
A királyság korában Frigyes főherceg birtoka volt.
Magyaróvár volt Magyarország egyetlen megyeszékhelye, amelyben nem épült vasútállomás.[forrás?] A legközelebbi állomás a szomszédos megyeszékhely-előd, Moson szélén található.
Ipara is jelentékeny volt. Volt itt sörgyár, tehenészet, sajtgyár, gőzfűrész, gőzmalom, tölténygyár, sőt téglagyár is. Az első világháború alatt épített lőpor- és ekrazitgyárnak, amely 10 000 munkást tudott volna foglalkoztatni, még a háború után is legalább a fele üresen állt. Később új iparágak bevezetésével próbálták meg fokozatosan kihasználni a már felépült gyárat.
Magyaróvár mezőváros volt, a 19. század végétől nagyközség, majd 1921-től rendezett tanácsú város, illetve 1929-től – az előbbi jogállás átnevezésével – megyei város. 1905-ben hozzá csatolták Lúcsonyt, majd 1939-ben Mosonnal egyesítették Mosonmagyaróvár néven (történetét lásd részletesebben a Mosonmagyaróvár cikknél).

## Lakosságszáma
Az akkor még csak falu lakosságát először a hozzácsatolt Lúcsony község emelte meg, de Magyaróvár lakossága az XX. század elején egyébként is emelkedni látszott:
| Év   | Lakosság (fő) |
| ---- | ------------- |
| 1910 | 5 273         |
| 1920 | 7 098         |
| 1930 | 8 584         |

## Híres emberek Magyaróváron

### Itt született
- Szále János Ignác megyei hivatalnok, festő 1810. április 14-én, majd itt is halt meg 1870. április 13-án;
- Hóman Ottó klasszika-filológus, egyetemi tanár, tankerületi főigazgató 1843. szeptember 30-án;
- Gottlieb Haberlandt osztrák botanikus 1854. november 28-án;
- Michael Haberlandt osztrák etnológus 1860. szeptember 29-én;
- Valentin Haecker német zoológus 1864. szeptember 15-én;
- Hutás József bíró, felsőházi tag 1869. december 25-én;
- Richard Hönigswald németajkú filozófus 1875. július 18-án;
- Chalupetzky Ferenc magyar sakkmester, győri városbíró 1886. április 6-án;
- Csiszár József tejgazdasági szakember 1901. augusztus 19-én;
- Farkas Mihály gépészmérnök, vállalatvezető, kohó- és gépipari miniszterhelyettes 1919-ben;
- Kovács K. Zoltán a Demokrata Néppárt országgyűlési képviselője 1924. március 27-én.

### Itt élt
- Balás Árpád gazdasági akadémiai tanár
- Bauer Rudolf sportoló, földbirtokos
- Berzsenyi-Janosits László növénynemesítő
- Bíró Gyula mezőgazdász
- Czéh Sándor nyomdász
- Deininger Imre gazdasági akadémiai tanár
- Giesswein Sándor pápai prelátus, politikus, író, társadalomtudós, az MTA levelező tagja
- Gratz Ottó állatorvos, tejgazdasági szakember és szakíró
- Grábner Emil növénynemesítő
- Groffits Gábor akadémiai tanár, majd igazgató
- Gyárfás József mezőgazdasági tudós
- Haberlandt Frigyes osztrák tanár, agrártudós
- Hankóczy Jenő mezőgazdasági tudós
- Hensch Árpád gazdasági akadémiai tanár, majd igazgató
- Huszár Gál író, nyomdász, plébános, esperes, püspök
- Kadocsa Gyula egyetemi tanár, rovartani tudós
- Kern Herman gombaszakértő, növényvédelmi szakember
- Kosutány Tamás gazdasági akadémiai tanár, az MTA levelező tagja
- Legány Ödön akadémiai tanár, növénynemesítő
- Mezey Gyula akadémiai tanár
- Nikolaus Lenau osztrák költő
- Nuricsán József akadémiai tanár
- Pabst Henrik Vilmos tanár, igazgató
- Pulay Gábor egyetemi tanár
- Rázsó Imre egyetemi tanár, növénynemesítő
- Sass Gábor egyetemi tanár
- Sattler János Mosonmagyaróvár első polgármestere
- Székács Elemér növénynemesítő
- Szily Pál orvos, biokémiai kutató
- Tallós Prohászka István festő
- Thallmayer Viktor akadémiai tanár
- Tomka Gábor kandidátus
- Villax Ödön növénynemesítő
- Vladár Endre tanszékvezető, akadémiai igazgató
- Vörös Sándor akadémiai igazgató
- Wittmann Antal jószágigazgató

### Itt halt meg
- Masch Antal akadémiai tanár 1884. augusztus 27-én
- Ivánfi Ede tanár, történetíró 1900. január 28-án
- Sőtér Ágost ügyvéd, régész 1905. január 8-án
- Cserháti Sándor tanár, gazdasági szakíró 1909. április 13-án
- Sporzon Pál gazdasági akadémiai tanár 1917. március 27-én
- Linhart György gazdasági akadémiai tanár 1925. január 27-én
- Cselkó István gazdasági akadémiai tanár 1930. július 24-én
- Bánvárth Sándor a Magyaróvári Királyi Gazdasági Akadémia igazgatója 1930. szeptember 11-én
- Habsburg Frigyes osztrák császári herceg, magyar királyi herceg 1936. december 30-án
- Krolopp Alfréd gazdasági akadémiai tanár, igazgató 1939. június 25-én